# Horseland
Horseland (Terra dos Cavalos, no Brasil) é uma série de desenho animado estadunidense-canadense produzida pela DIC Entertainment e Cookie Jar Entertainment. O desenho foi baseado em um jogo online infantil de mesmo nome criado em 1998. O desenho conta as aventuras de um grupo de crianças e seus cavalos em um vale conhecido como a Terra dos Cavalos mostrando temas de amizade. A série se estreou de aires a as 8:00 a.m. ET/PT tempo em 20 de janeiro de 2007 em Discovery Channel's Discovery Kids quadra nos Estados Unidos.
No Brasil, o desenho estreou no Boomerang em 9 de novembro de 2008. Em Portugal, estreou na SIC K em 2010 e também emitiu nas manhãs de fim de semana na SIC.